# Zee Cine Award
De Zee Cine Awards (ZCA) zijn een serie filmprijzen die elk jaar uitgereikt worden aan Bollywoodfilms en -sterren. Het werd voor het eerst in 1998 in Mumbai gehouden.
Er worden een aantal prijzen uitgereikt op basis van de stem van het publiek (de kijker). Daarnaast bestaan er nog een serie awards die door een professionele jury worden gekozen.

## Awards

### Kijker's keuze
- Beste film
- Beste acteur
- Beste actrice
- Lied van het jaar

### Jury's keuze
- Beste film
- Beste regisseur
- Beste acteur
- Beste actrice
- Beste mannelijke bijrol
- Beste vrouwelijke bijrol
- Beste negatieve rol
- Beste komiek
- Meest veelbelovende regisseur
- Beste mannelijk debuut
- Beste vrouwelijke debuut
- Beste playback zanger
- Beste playback zangeres
- Beste Muziek regisseur
- Beste muziekschrijver
- Lifetime Achievement
- Gezicht van het jaar

### Technische awards
- Beste achtergrond muziek
- Beste dialogen
- Beste verhaal
- Beste scenario
- Beste cinematografie
- Beste bewerking
- Beste aktie
- Beste artistieke visie
- Beste audiografie
- Beste choreografie
- Beste kostuums
- Beste verwerking
- Beste publiciteit
- Beste nummer opnames
- Beste visuele effecten